# 国防エネルギー支援センター
国防エネルギー支援センター（こくぼうエネルギーしえんセンター、Defense Energy Support Center）は、アメリカ国防総省（Departemnt of Defense: DoD）の内局である国防兵站局（Defense Logistic Agency: DLA）隷下の5つある事業部門の1つ。バージニア州にあるフォートベルボア（Fort Belvoir）に置かれる。略称は、DESC（デスク）。DLA全体の三割の調達予算を扱い、エネルギー省の国家のエネルギー危機に備えて戦略的に石油が備蓄される戦略石油備蓄プログラム（Strategic Petroleum Reserve: SPR）の調達及び販売を請け負う。

## 概要
国防エネルギー支援センター（DESC）は、米国防総省（DoD）及びその他省庁に対し、可能な限り費用対効果の高い方法で包括的なエネルギー供給支援を行うことを目的とする。米軍が使用する石油資源の購入管理を行う全てのDoD隷下の部門を統括する立場にあり、自由化されたエネルギーや天然ガスなどをDoD及び連邦政府内の顧客と売買するための戦略の策定などを行う。さらに、顧客（この場合は米軍の陸海空部隊）の燃料及びその配布に関する問題に対応するためのフィールド・オフィスを各地に展開する。原油のパッケージ製品などはリッチモンドの国防供給センター（Defense Supply Center）が所管する。

## 任務
国防エネルギー支援センター（DESC）の任務は、全世界に展開する米軍部隊（陸海空全て）にバルク原油が販売されるまでの工程の全てを管理監督することにある。その管轄は広範に及び、以下が含まれる。
- 調達（procurement）
- 検査（inspection）
- 輸送の調整（transportation coordination）
- 貯蔵（storage）
- 納入（transfer）

## 組織
国防エネルギー支援センター（DESC）は4つの物資取扱事業部門に分かれている。それぞれの部門は特定の物資やその精製に特化しており、DESCがこれらを全て統括することで顧客はDESCを通じて全ての特定物資にアクセス出来ることになる。DESCの物資取扱事業各部門は次のとおり。
- 代替燃料物資取扱事業部（Alternative Fuels Commodity Business Unit）
- 施設・物流管理物資取扱事業部（Facilities and Distribution Management Commodity Business Unit）
- 直送燃料物資取扱事業部（Direct Delivery Fuels Commodity Business Unit）
- バルク燃料物資取扱事業部（Bulk Fuels Commodity Business Unit）

### 支部
DESC-AM（DESCアメリカ支部）

- 中南米,カリブ海諸国,グリーンランド,アイスランド,アゾレス諸島
- DESC-FD（DESC Fort Dix）
- DESC-HU（DESC Houston）
- DESC-LA（DESC Los Angeles）
- DESC-SL（DESC Saint Louis）

#### DESC-AM施設
- テキサス州ヒューストン

DESC-EU（DESC欧州支部）

- NATO諸国,旧ソ連圏, 北マケドニア
- DESC-CE（DESC Central Europe）
- DESC-LI（DESC Livorno）
- DESC-SP（DESC Split）
- DESC-RO（DESC Rota）
- DESC-NA（DESC NATO）
- DESC-IN（DESC Incirlik）
- DESC-LO（DESC London）

#### DESC-EU施設
- ドイツ、ヴィースバーデン

DESC-PA（DESC太平洋支部）

- ハワイ,アラスカ,グアム, 日本, 韓国, シンガポール,ディエゴガルシア,ウェイク諸島,ジョンストン島、クワゼリン島
- DESC-AN（DESC Anchorage）
- DESC-YO（DESC Yokota）
- DESC-TA（DESC Taegu）
- DESC-CS（DESC Camp Smith）

#### DESC-PA施設
- ハワイ州キャンプ・スミス

DESC-ME（中東支部）

-  サウジアラビア, クウェート, カタール, オマーン, アラブ首長国連邦, イエメン, ヨルダン, イラク, イラン, アフガニスタン, パキスタン, エジプト, スーダン, エリトリア, ジブチ, エチオピア, ソマリア, ケニア, カザフスタン, ウズベキスタン, タジキスタン, キルギス, トルクメニスタン, セーシェル, モーリシャス

#### DESC-ME施設
- バーレーン、Juffair、Mina Salman
- エジプト、Port Said、Port of Suez
- ジブチ、ジブチ
- ヨルダン、アカバ
- ケニア、モンバサ
- クウェート、Mina Al Ahmadi
- オマーン、Mina Qabus
- サウジアラビア、ジッダ
- アラブ首長国連邦、Fujairah、ジェベル・アリ、ラシード港
- イエメン、アデン